# Crossing-the-bridge-Nudeln

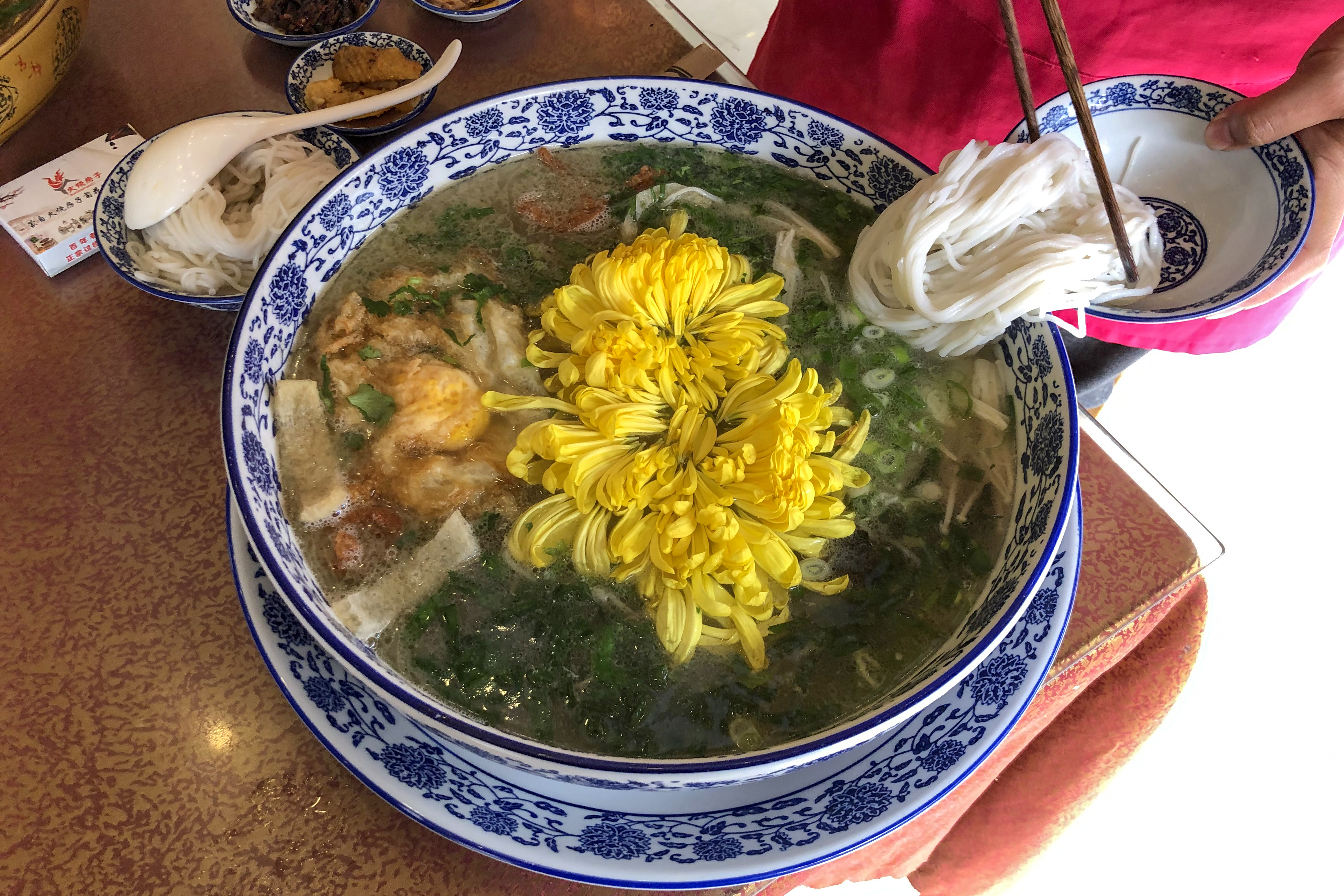
Crossing-the-bridge-Nudelsuppe

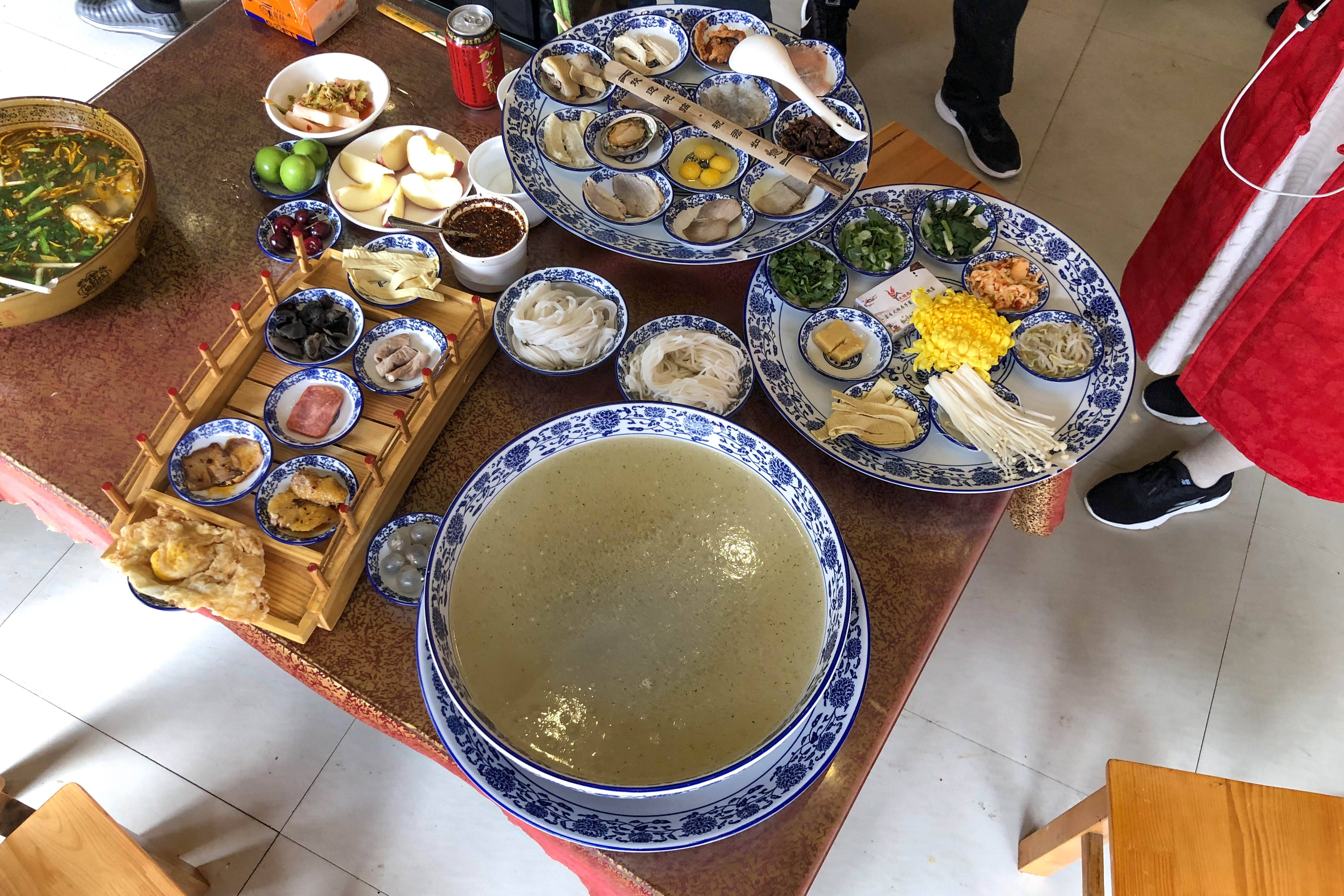
Suppe mit Auswahl an Zutaten

Crossing-the-bridge-Nudeln (deutsch: „die Brücke überquerenden Nudeln“) ist der Name für eine Suppe mit einer Einlage aus Reisnudeln. Sie hat ihren Ursprung in der chinesischen Provinz Yunnan und ist von Legenden umwoben.

## Beschreibung
Die Suppe hat in der Regel als Grundlage eine kräftige Hühnerbrühe am besten auf Knochenbasis und mit Fettaugen. Die Brühe wird zunächst mit Ingwer, Knoblauch, Sojasauce, Szechuanpfeffer oder anderen Gewürzen aromatisiert. Danach wird sie vor den Augen der Gäste zeremoniell durch das Hinzufügen der Zutaten angerichtet. Die auf einem Schneidbrett oder in kleinen Schalen vorbereiteten Zutaten sind üblicherweise rohe Schweinefleischscheiben, Fisch, Hühnerstückchen und verschiedene Gemüse. Bei der Auswahl an Gemüsen wird eine farbliche Vielseitigkeit angestrebt. Es gibt viele Varianten mit anderen Zutaten, beliebt sind z. B. auch rohe Wachteleier und Tofu. Zum Schluss werden die Reisnudeln dazugegeben. Die Suppe braucht einige Minuten zum Aufkochen und wird dann in kleinen Schüsseln für die Gäste portioniert. Das Gericht hat viel Ähnlichkeit mit der Phở Suppe in Vietnam, was nicht verwundert, da Yunnan an Vietnam angrenzt.

## Legende
Die Legende hat verschiedene Varianten, sie handelt meist von einem engagierten Studenten oder Gelehrten, der viel Zeit mit dem Studium seiner Bücher verbrachte. Um sich ungestört konzentrieren zu können, saß er in einem Pavillon auf einer Insel und vergaß, zum Essen nach Hause zu kommen. Seine liebevolle Frau brachte ihm daraufhin das Essen auf die Insel, wobei sie eine kleine Brücke überqueren musste. Als sie ankam, war die Mahlzeit aber bereits kalt. Eines Tages brachte sie ihm eine Hühnerbrühe mit Fettaugen und sie stellte fest, dass die obere Fettschicht die Suppe wie eine Isolationsschicht warm gehalten hat. Sie erkannte die Wirkung der Fettschicht und brachte ihm daraufhin Brühe und Zutaten in getrennten Behältern, um sie erst vor Ort zu vermischen. So hatte ihr Mann eine warme, wohlschmeckende Mahlzeit. Es gibt auch Legenden mit vertauschten Rollen. In dem Fall bringt ein liebevoller Mann seiner Frau die Mahlzeit.